# Octombrie 2005
Acest articol este generat integral pe baza informațiilor din articolul 2005 și este actualizat periodic de un robot.
 Editările făcute în articol vor fi șterse la următoarea actualizare! Dacă doriți să faceți modificări, editați articolul-sursă.

ianuarie -
februarie -
martie -
aprilie -
mai -
iunie -
iulie -
august -
septembrie -
octombrie -
noiembrie -
decembrie
Octombrie 2005 a fost a zecea lună a anului și a început într-o zi de sâmbătă.

## Evenimente

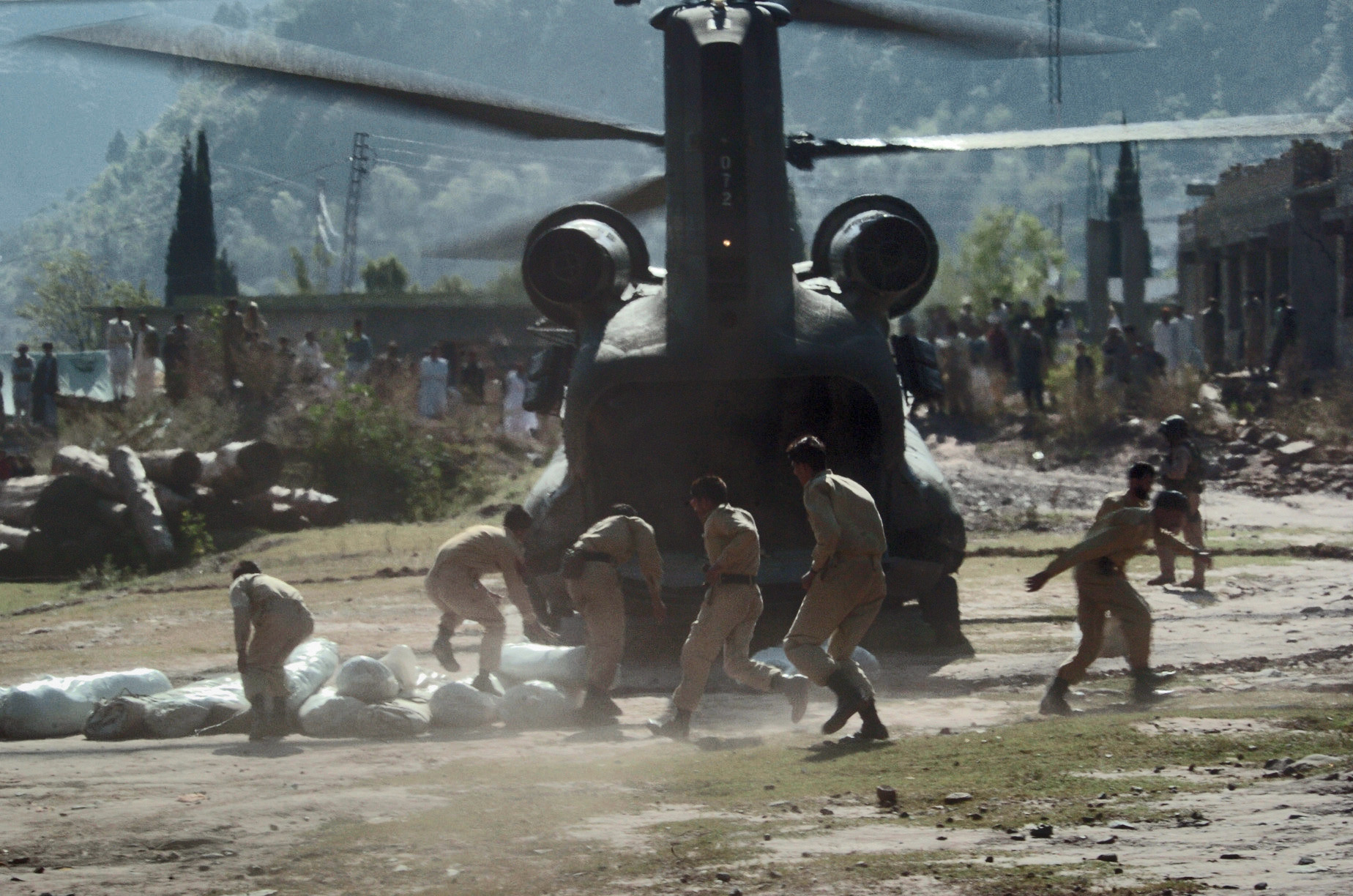
8 octombrie: Cutremur în Kashmir

- 1 octombrie: Pugilista Mihaela Cijevschi, cat. 54 kg, a devenit prima campioană mondială din istoria boxului feminin românesc, titlu cucerit la Campionatele Mondiale de la Podolsk, Rusia.
- 3 octombrie: Eclipsă inelară parțială de soare.
- 8 octombrie: Un seism de 7,6 grade pe scara Richter a zguduit Pakistanul, fiind simțit și în India și Afganistan. Bilanțul: peste 30.000 morți, 60.000 răniți și 2,5 milioane rămași fără adăpost.
- 12 octombrie: A fost lansată a doua misiune chineză cu oameni la bord, Shenzhou 6, pentru 5 zile pe orbită.
- 16 octombrie: Papa Benedict al XVI-lea a acordat, pentru prima oară în istoria papalității, un interviu televizat difuzat de canalul public polonez TVP1.
- 22 noiembrie: Microsoft lansează Xbox 360 prima consolă din a șaptea generație.
- 27 octombrie: La Paris încep revolte de stradă, după moartea a doi adolescenți musulmani.

## Nașteri
- 12 octombrie: Jacopo Hosciuc, motociclist român
- 15 octombrie: Prințul Christian al Danemarcei, fiul Prințului Moștenitor Frederic al Danemarcei
- 31 octombrie: Leonor, Prințesă de Asturia, prima fiică a Regelui Filip al VI-lea al Spaniei
- 31 octombrie: Infanta Leonor a Spaniei, prințesă a Spaniei

## Decese
- 6 octombrie: Remus Niculescu, 78 ani, istoric de artă, român (n. 1927)
- 10 octombrie: Wayne C. Booth, 84 ani, profesor universitar american (n. 1921)
- 10 octombrie: Alexandru Mandy (n. Armand Abram Penchas), 91 ani, compozitor român de etnie evreiască (n.1914)
- 11 octombrie: Kelsey Briggs, 2 ani, victimă a abuzului asupra copiilor (n. 2002)
- 11 octombrie: Emil Iordache, 50 ani, critic literar român (n. 1954)
- 11 octombrie: Peter Krassa, 66 ani, autor austriac (n. 1938)
- 13 octombrie: István Eörsi, 74 ani, scriitor, romancier, eseist politic, poet și traducător literar maghiar (n. 1931)
- 13 octombrie: Wayne Weiler, 70 ani, pilot american de Formula 1 (n. 1934)
- 14 octombrie: Paul Romano Cheler, 76 ani, general român (n. 1928)
- 18 octombrie: Johnny Haynes (n. John Norman Haynes), 71 ani, fotbalist britanic (atacant), (n. 1934)
- 19 octombrie: Wolf Rilla, 85 ani, regizor de film și scenarist britanic de origine germană (n. 1920)
- 19 octombrie: Ion Stratan, 50 ani, filolog român, poet, publicist, redactor-șef (Contrapunct) (n. 1955)
- 20 octombrie: Dan Anca, 58 ani, fotbalist (mijlocaș) și antrenor român (n. 1947)
- 21 octombrie: Nicolae Corlățeanu, 90 ani, academician din R. Moldova (n. 1915)
- 21 octombrie: Cristian-Traian Ionescu, 62 ani, deputat român (1992-1996), (n. 1943)
- 24 octombrie: Rosa Parks (n. Rosa Louise Parks), 92 ani, cetățeană americană (n.  1913)
- 26 octombrie: Jany Holt, 96 ani, actriță franceză de film, născută în România (n. 1909)
- 27 octombrie: Georges Guingouin, 92 ani,  luptător și militant al rezistenței comuniste franceze (n. 1913)
- 27 octombrie: Ion Mociorniță, 88 ani, deținut politic român (n. 1917)
- 28 octombrie: Ion Irimescu, 102 ani, sculptor și pedagog român, membru al Academiei Române (n. 1903)
- 28 octombrie: Richard Smalley (n. Richard Errett Smalley), 62 ani, chimist american laureat al Premiului Nobel (1996), (n. 1943)
- 28 octombrie: Ljuba Tadić, 76 ani, actor sârb (n. 1929)
- 28 octombrie: Richard Smalley, chimist american (n. 1943)
- 29 octombrie: Lloyd Bochner, 81 ani, actor canadian de etnie evreiască (n. 1924)
- 29 octombrie: Adriana Georgescu-Cosmovici, 85 ani, deținută politic și memorialistă din România (n. 1920)
- 31 octombrie: George I. M. Georgescu, medic (n. 1943)